# A-90 Orljonok
A-90 Orljonok (rusky Орлёнок, česky Orlík) je sovětský vojenský ekranoplán navržený konstruktérem Rostislavem Jevgeňjevičem Alexejevem jako dopravní a vyloďovací letadlo. Používá pro let princip dynamického přízemního efektu a má typicky létat nízko, několik metrů nad vodní hladinou. Pohon obstarává mohutný turbovrtulový motor na pylonu ocasu, při startu pomáhají dva proudové motory v přídi.

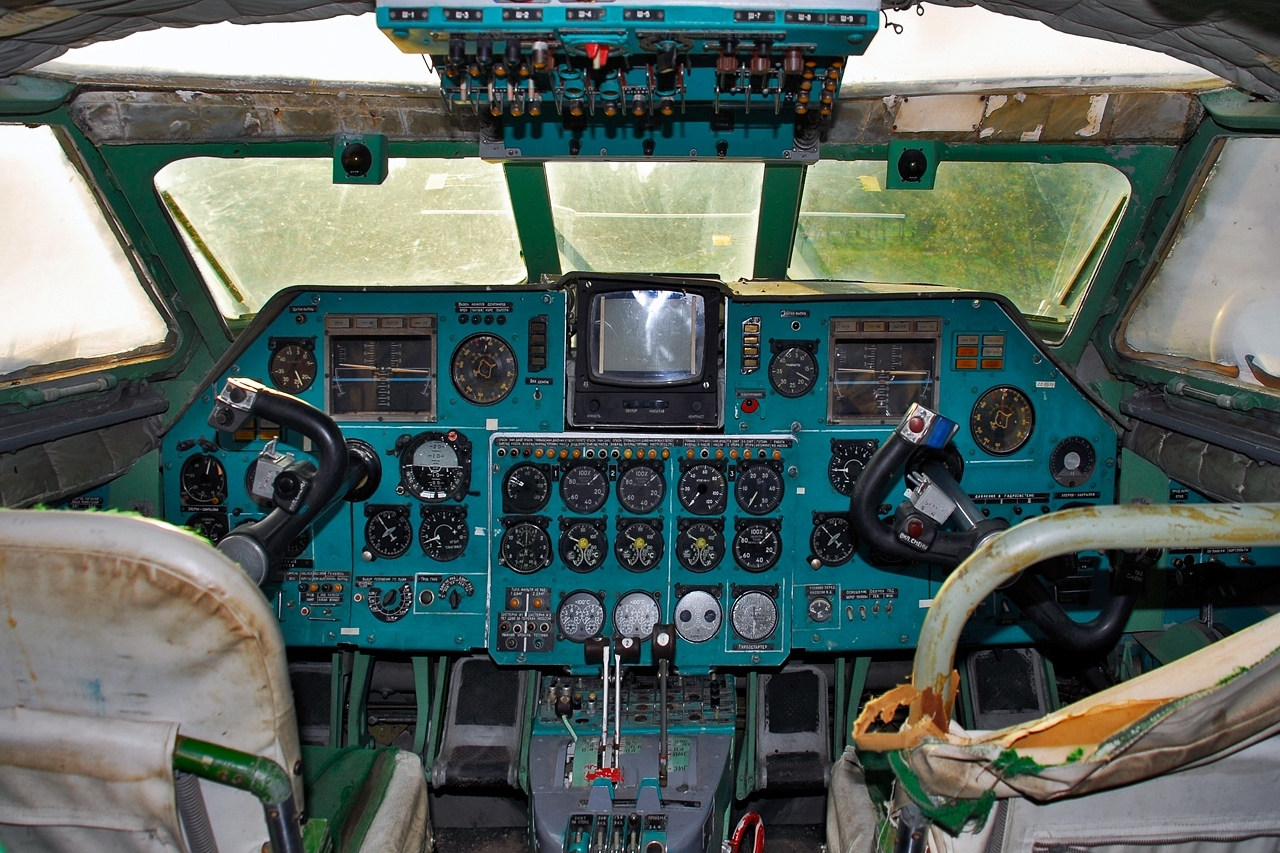
A-90 kokpit

Ekranoplán poprvé vzlétl roku 1972, 1979 byl zařazen do služby. Celkem bylo vyrobeno 5 kusů, z nichž dva havarovaly a poslední byly staženy ze služby v roce 1993.

## Specifikace
- Členů osádky: 6 členů
- Hmotnost nákladu: 28 000 kg, 150 osob
- Délka: 58,1 m
- Výška: 16,3 m
- Rozpětí křídel: 31,5 m
- Plocha křídel: 304 m²
- Rychlost: 400 km/h
- Dolet 1 500 km
- Pohon: 2× dvouproudový motor Kuzněcov NK-8-4-K, každý o tahu 103 kN, 1× turbovrtulový Kuzněcov NK-12MK o výkonu 11 033 kW
- Výzbroj: 2x kulomet 12,7 mm (ve věži)